# Convento delle Canonichesse Lateranensi
L'ex convento delle Canonichesse Lateranensi è stato un luogo di culto cattolico situato nel comune di Ventimiglia, in piazza della Cattedrale, in provincia di Imperia. Il complesso, dopo diversi usi nei secoli dopo la soppressione dell'ordine religioso, fu sede collegiale, scolastica e poi ospedaliera fino al 1956. Inglobato alla struttura vi è la chiesa di Sant'Antonio abate, del XVII secolo.

## Storia

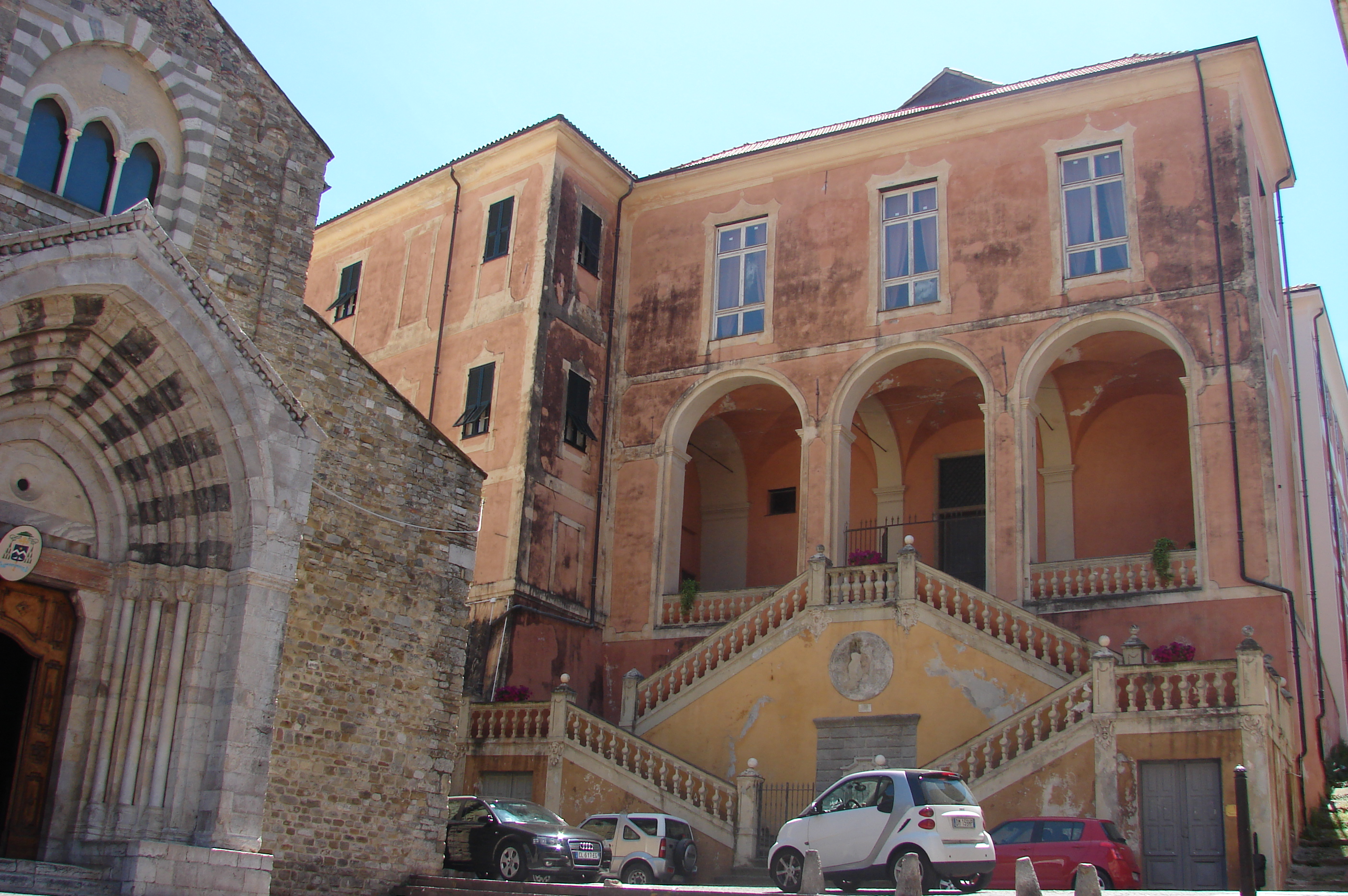
Il complesso con l'ampia scalea

Già sede di un antico fortilizio d'epoca bizantina, nel cuore del centro storico della città alta, furono i conti di Ventimiglia ad edificare sul colle, nel periodo medievale, una prima dimora cittadina. Con l'avvento della dominazione repubblicana genovese, il palazzo assunse più l'aspetto di una struttura prettamente difensiva e sede del capitano, prima, e del podestà poi.
Fortilizio che nel corso del XVII secolo venne profondamente modificato, su volontà degli stessi abitanti, per consentire la conversione dell'antico sito quale nuova sede di un collegio per l'istruzione delle giovani. Nel 1667, su progetto e direzione dell'architetto Pietro Antonio Corradi, si diede inizio alla demolizione di una buona parte dell'ala del palazzo comitale e lo sbancamento parziale del colle per la costruzione dell'ampia scalinata; i lavori terminarono nel corso del 1668.
Nel nuovo convento della città alta, a lato della cattedrale di Santa Maria Assunta, trovarono quindi dimora le canonichesse regolari lateranensi. L'ordine religioso venne soppresso per regio decreto il 7 luglio 1866 e la struttura, sgomberata dalle religiose, venne affidata all'ente municipale nel settembre 1867. Fu lo stesso municipio ad affidare, nel 1876, il complesso e la chiesa di Sant'Antonio abate alla congregazione delle suore Gianelline; queste ultime già dal 1843 operanti a Ventimiglia.

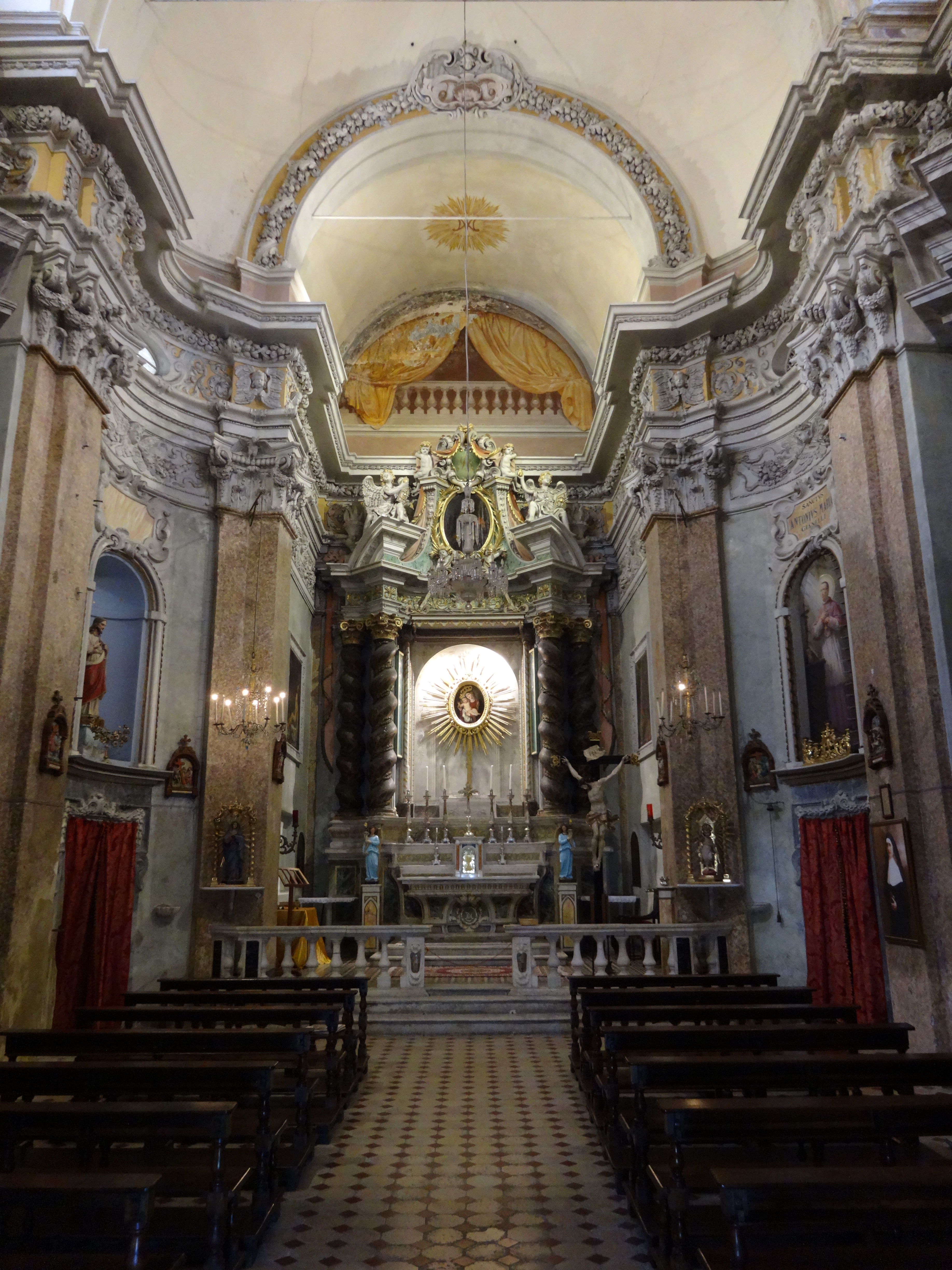
L'interno della chiesa di Sant'Antonio abate

Dopo aver ospitato inoltre un asilo e una scuola pubblica, nel 1860 si ricavò in un braccio dell'antico monastero lateranense un ospedale civico che, nel 1872, assunse la denominazione di Ospedale Civile Santo Spirito. Anche per esigenze logistiche e strutturali, nel 1960 l'ente ospedaliero venne definitivamente trasferito dall'ex convento alla nuova sede dell'ex caserma dei bersaglieri (zona Funtanin).

## Descrizione
La facciata dell'edificio è preceduta da un portico a tre arcate che si eleva su di un'ampia scalinata a doppia rampa. La pianta dell'antico monastero è longitudinale con due cappelle a tutta altezza sull'asse trasversale e raccordi curvilinei nei pressi dell'atrio e del presbiterio. Articolano le pareti del complesso lesene digradanti con capitelli composti e sorreggono una trabeazione decorata con motivi a stucco. 
Nella chiesa, inserita nel complesso, tra le varie opere pittoriche e scultoree è esposta la tela attribuita a Paolo Piazza raffigurante il Compianto di Cristo.